# Хавайиан-Парадайс-Парк
Хавайиан-Парадайс-Парк (англ. Hawaiian Paradise Park) — статистически обособленная местность, расположенная в округе Гавайи (штат Гавайи, США) с населением в 7051 человек по статистическим данным переписи 2000 года.

## География
По данным Бюро переписи населения США статистически обособленная местность Хавайиан-Парадайс-Парк имеет общую площадь в 39,37 квадратных километров, из которых 38,85 кв. километров занимает земля и 0,52 кв. километров — вода. Площадь водных ресурсов округа составляет 1,32 % от всей его площади.
Статистически обособленная местность Хавайиан-Парадайс-Парк расположена на высоте 45 метров над уровнем моря.

## Демография
По данным переписи населения 2000 года в Хавайиан-Парадайс-Парк проживало 7051 человек, 1766 семей, насчитывалось 2426 домашних хозяйств и 2671 жилой дом. Средняя плотность населения составляла около 180,9 человек на один квадратный километр. Расовый состав Хавайиан-Парадайс-Парк по данным переписи распределился следующим образом: 32,75 % белых, 0,43 % — чёрных или афроамериканцев, 0,61 % — коренных американцев, 21,83 % — азиатов, 10,25 % — выходцев с тихоокеанских островов, 33,14 % — представителей смешанных рас, 0,99 % — других народностей. Испаноговорящие составили 14,13 % от всех жителей статистически обособленной местности.
Из 2426 домашних хозяйств в 39,4 % — воспитывали детей в возрасте до 18 лет, 51,7 % представляли собой совместно проживающие супружеские пары, в 14,8 % семей женщины проживали без мужей, 27,2 % не имели семей. 20,6 % от общего числа семей на момент переписи жили самостоятельно, при этом 4,5 % составили одинокие пожилые люди в возрасте 65 лет и старше. Средний размер домашнего хозяйства составил 2,90 человек, а средний размер семьи — 3,34 человек.
Население статистически обособленной местности по возрастному диапазону по данным переписи 2000 года распределилось следующим образом: 31,4 % — жители младше 18 лет, 7,5 % — между 18 и 24 годами, 27,5 % — от 25 до 44 лет, 24,8 % — от 45 до 64 лет и 8,8 % — в возрасте 65 лет и старше. Средний возраст жителей составил 35 лет. На каждые 100 женщин в Хавайиан-Парадайс-Парк приходилось 103,4 мужчин, при этом на каждые сто женщин 18 лет и старше приходилось 98,7 мужчин также старше 18 лет.
Средний доход на одно домашнее хозяйство в статистически обособленной местности составил 36 300 долларов США, а средний доход на одну семью — 38 312 долларов. При этом мужчины имели средний доход в 35 450 долларов США в год против 23 642 доллара среднегодового дохода у женщин. Доход на душу населения в статистически обособленной местности составил 15 417 долларов в год. 17,0 % от всего числа семей в округе и 19,6 % от всей численности населения находилось на момент переписи населения за чертой бедности, при этом 28,1 % из них были моложе 18 лет и 7,6 % — в возрасте 65 лет и старше.